# 速霸陸R1e
速霸陸R1e（日语：スバル・R1e）是日本富士重工業和東京電力於2005年秋季起共同研發設計的雙人座電動概念車，該款電動車的原型為速霸陸R1。

## 概要
2005年秋季開始，富士重工業和東京電力共同開發這款電動汽車，直到2006年6月完成試作車。其鋰離子充電電池由NEC研發，總重量約160公斤、總電壓為346伏特，使用壽命約10年或24萬公里。一般充電時間約8小時，充電完成後約可續航80公里，最高時速可達100km/hr。

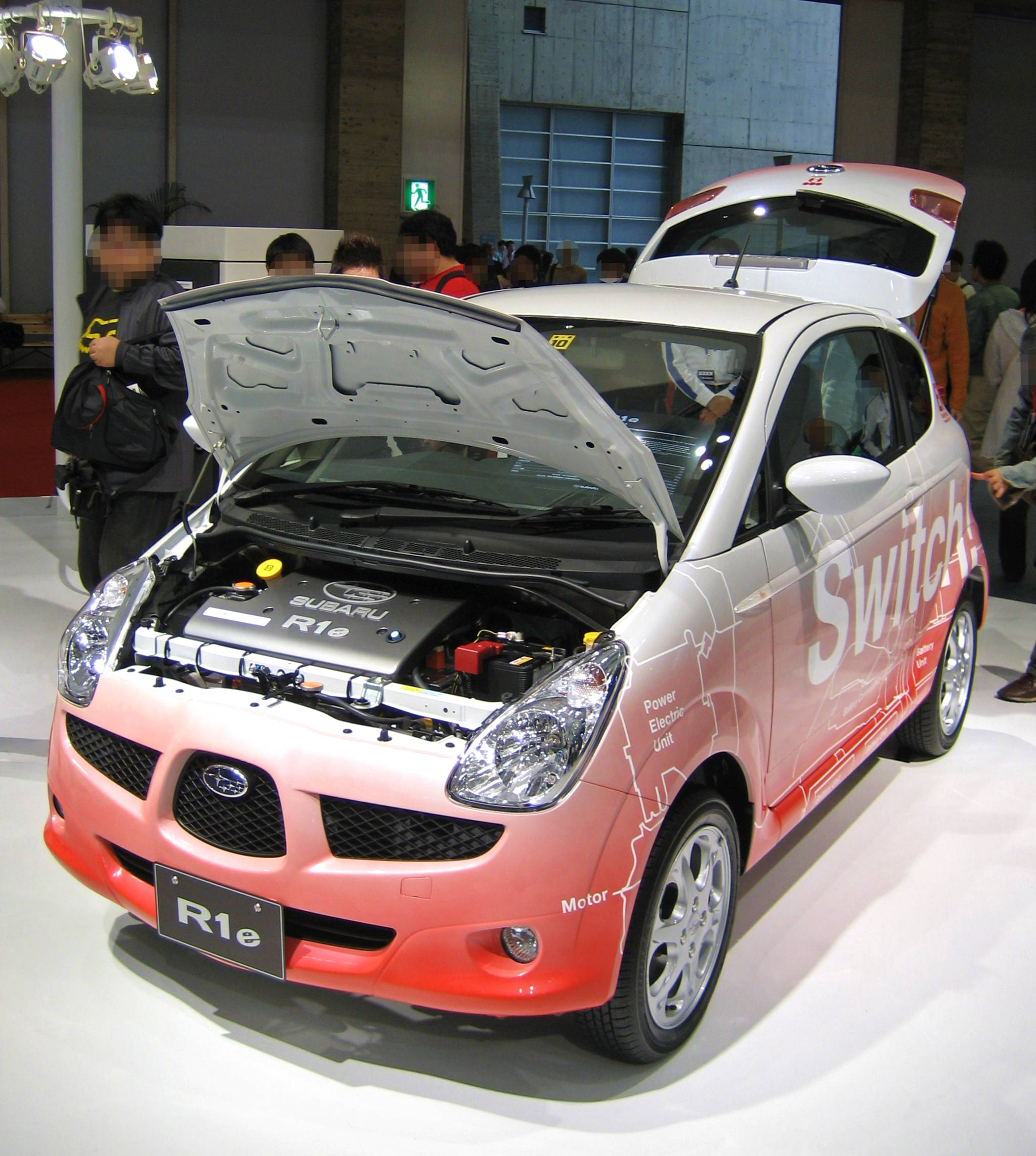
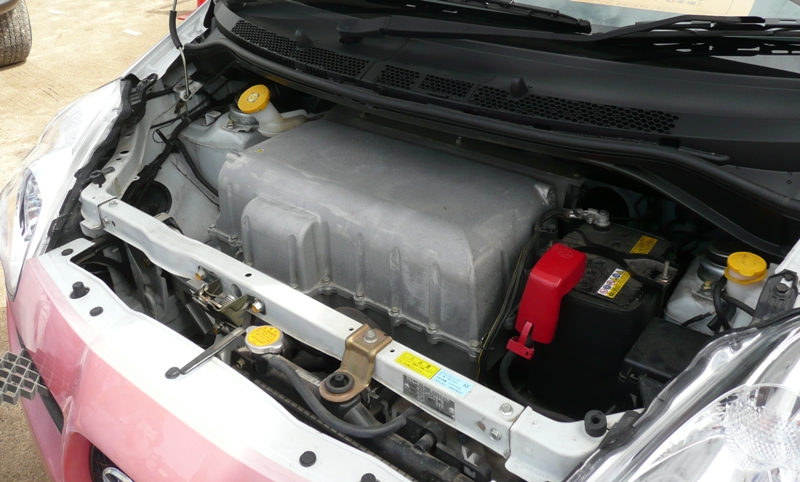
馬達特寫
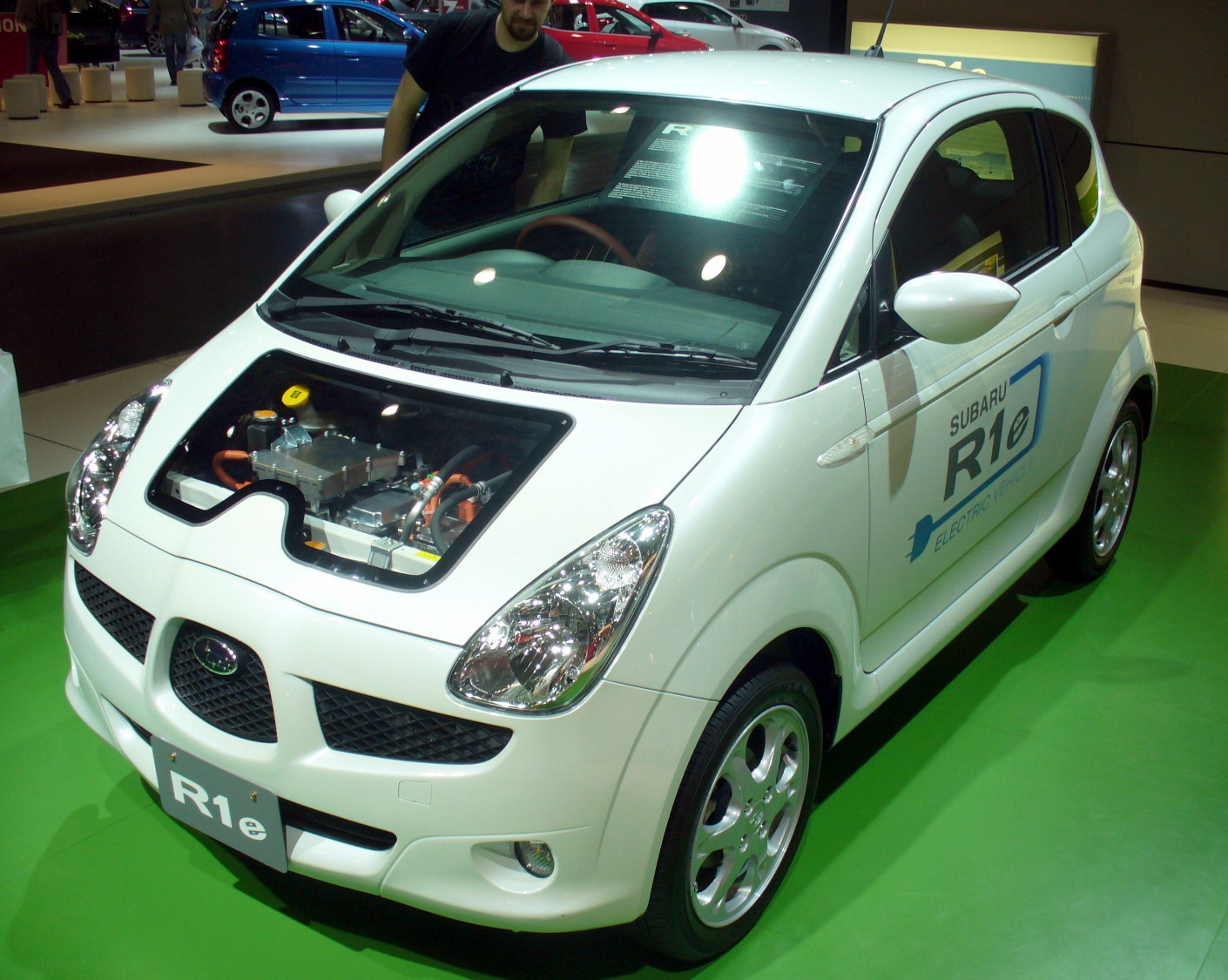

## 內部連結
- 富士重工業
- 電動汽車
- 速霸陸G4e

## 外部連結
- 車訊網：Subaru R1e參展FISITA 2006